# 免疫グロブリン重鎖

典型的な抗体の模式図。2本のIg重鎖 (紫) が2本のIg軽鎖 (緑)と ジスルフィド結合 (赤) で結合している。定常(C)ドメインと可変(V)ドメインが示されている。

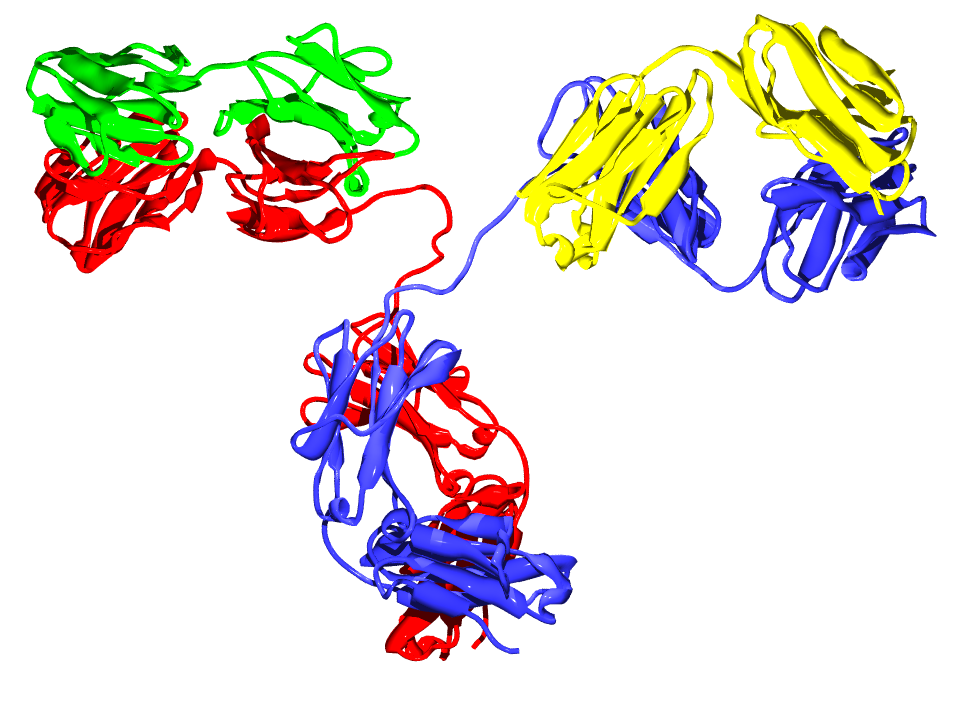
抗体分子のリボン図。2本の重鎖は赤と青に、2本の軽鎖は緑と黄色にそれぞれ色分けされている。(PDB).

免疫グロブリン重鎖（めんえきグロブリンじゅうさ、英: immunoglobulin heavy chain、IgH）は、抗体（免疫グロブリン）の大規模なポリペプチドサブユニットである。ヒトゲノム上で、IgH遺伝子座は14番染色体に存在する。
典型的な抗体は、2本の免疫グロブリン（Ig）重鎖と2本の免疫グロブリン軽鎖から構成されている。いくつかの異なるタイプの重鎖が存在し、抗体のクラスまたはアイソタイプを定義している。これらの重鎖のタイプは、動物によって異なる。すべての重鎖は一連の免疫グロブリンドメインを含んでおり、通常は、抗原を結合するのに重要な1つの可変ドメイン（VH）といくつかの定常ドメイン（CH1、CH2、etc.）がある。存続可能な重鎖の生成は、B細胞の成熟における重要なステップである。重鎖が代替軽鎖と結合して細胞膜に移動できる場合、発生中のB細胞はその軽鎖の産生を始められる。
重鎖は必ずしも軽鎖と結合する必要はない。プレBリンパ球は軽鎖がない状態で重鎖を合成することができ、重鎖が重鎖結合タンパク質に結合することを可能にする。

## 哺乳類

### クラス
哺乳類の免疫グロブリン重鎖には、γ、δ、α、μ、εの5タイプがある。それぞれ、IgG、IgD、IgA、IgM、IgEという免疫グロブリンのクラスを定義している。
- 重鎖 α と γ は約450個のアミノ酸を持つ。
- 重鎖 μ と ε は約550個のアミノ酸を持つ[4]。

### 領域
各重鎖には2つの領域がある。
- 定常領域（同じクラスのすべての免疫グロブリンでは同じだが、クラス間では異なる）。
  - 重鎖 γ、α、δ は、3つのタンデム（隣り合って並んでいる）免疫グロブリンドメインからなる定常領域を持っているが、柔軟性を高めるためにヒンジ部も持っている[5]。
  - 重鎖 μ および ε は、4つのドメインで構成される定常領域を持つ[4]。
- 可変領域。これは、異なるB細胞間では異なるが、同一のB細胞またはB細胞クローン（英語版）によって産生されるすべての免疫グロブリンでは同じである。任意の重鎖の可変ドメインは、単一の免疫グロブリンドメインで構成されている。これらのドメインは約110アミノ酸長である[6]。

### 乳牛
乳牛、特にウシ（Bos taurus）では一般的な哺乳類に見られる重鎖の変異を示しており、重鎖のCDR H3領域が（より一般的な二価先端面ではなく）「軸とノブ」（stalk and knob）の抗原相互作用面を提示し、多様な抗体レパートリーを生み出すように適応している。ウシのCDRは異常に長く、体細胞超変異の際に対になったシステイン残基の生成をサポートする固有の配列属性を持っている。したがって、ヒトの体細胞超変異の段階ではV(D)J組換えプロセスが対象となるのに対し、ウシでは多様なジスルフィド結合の生成と、抗原と相互作用する固有のループセットの生成が対象となる。この変異の進化の要因は、反芻動物であるウシの消化器系内に、はるかに多様な微生物環境が存在することであると考えられている。

## 魚類
有顎魚類（Jawed fish、あごのある魚）は、哺乳類で説明されているような抗体を作ることができる最も原始的な動物であると考えられている。ただし、魚類は哺乳類と同様な抗体のレパートリーは持っていない。これまでに、硬骨魚類で3つの異なるIg重鎖が同定されている。
- 最初に同定されたのは、すべての有顎魚類に存在するμ重鎖（mu重鎖）であり、原始的な免疫グロブリンと考えられているものの重鎖である。その結果の抗体IgMは、哺乳類やサメに見られる典型的な五量体（英語版）ではなく、真骨魚類では四量体として分泌される[要出典]。
- IgDの重鎖（δ）は、当初はアメリカナマズとタイセイヨウサケから同定されたが、現在では多くの真骨魚類で十分に説明されている[10]。
- 3番目の真骨類のIg重鎖遺伝子はごく最近になって同定されたもので、これまでに哺乳類で報告されている重鎖のいずれとも似ていない。この重鎖は、ニジマス（τ）[11]とゼブラフィッシュ（ζ）[12]の両方で識別されており、進化的にはIgMに先行し、異なる抗体アイソタイプ（IgTまたはIgZ）を形成する可能性がある。

硬骨魚類で観察された状況と同様に、軟骨魚類でも3つの異なるIg重鎖アイソタイプが同定されている。μを除いて、これらのIg重鎖アイソタイプは軟骨魚類に特有のものと考えられる。その結果、IgW（IgXまたはIgNARCとも呼ばれる）とIgNAR（免疫グロブリン新抗原受容体）という抗体ができる。後者のタイプは、軽鎖を持たない抗体である重鎖抗体であり、本質的にIgNARの可変ドメイン（VNAR）である単一ドメイン抗体を生成するために使用できる。腫瘍またはウイルス抗原に対するサメの単一ドメイン抗体（VNAR）は、ファージディスプレイ技術を使用して、若いコモリザメの大規模なVNARライブラリーから分離することができる。
IgWは、シーラカンスやハイギョなどの肉鰭類からも発見されている。シーラカンスのIgW1とIgW2は、通常の(VD)n-Jn-C構造に加えて、多数の定常ドメインを持っている。

## 両生類
カエルはIgXとIgYを合成することができる。  

## 参照項目
- 重鎖抗体